# Cathedral
Pour les articles homonymes, voir Cathedral (homonymie).
Pour l’article ayant un titre homophone, voir Cathédrale.
Cathedral est un groupe de doom metal britannique, originaire de Coventry, en Angleterre et fondé en 1989. Le groupe se popularise grâce à son premier album, Forest of Equilibrium, considéré par la presse spécialisée comme un classique du genre. Après neuf albums studio et de nombreuses tournées et plus de deux décennies d'existence, Cathedral se sépare après la sortie de The Last Spire en 2013.

## Biographie
Le groupe est fondé en 1989 à Coventry, en Angleterrepar Lee Dorrian, ancien chanteur du groupe Napalm Death, Garry Jennings du groupe Acid Reign et par Mark Griffiths qui était roadie pour le groupe Carcass,. Lee Dorrian venait à l'époque de quitter Napalm Death, car il n'appréciait pas le virage Death metal que prenait le groupe. Son envie de fonder Cathedral survient à sa rencontre avec Garry Jennings et Mark Griffiths, avec qui il parle de leur goût en commun pour les groupes de doom metal comme Candlemass, Dream Death, Pentagram, Trouble, et Witchfinder General.
Le groupe sort en 1990 la démo In Memoriam, principalement orientée vers le doom metal, au son très lent et très lourd. Le groupe se popularise grâce à son premier album, Forest of Equilibrium, considéré par la presse spécialisée comme un classique du genre. Le groupe signera plus tard un contrat avec le label Earache Records. Sans mettre fin à leur contrat avec ce label, le groupe signe en 1992 un contrat avec Columbia Records, qui s'achève en 1994. Le contrat avec Earache Records prend fin en 2000. Quatre années plus tard, Cathedral signe avec leur label actuel, Nuclear Blast.
Le 6 février 2011, Cathedral décide de se séparer. Le chanteur Lee Dorian explique « [qu']il est simplement temps de tirer notre révérence. Vingt-et-un ans c'est très long, et c'est presque un miracle que nous ayons pu tourner aussi longtemps ! » Le groupe enregistre un dernier album studio sorti en avril 2013, The Last Spire,.

## Membres

### Derniers membres
- Lee Dorrian – chant (1989–2013)
- Garry Jennings – guitare (1989–2013), basse (1993–1994), clavier (1994–1996)
- Brian Dixon - batterie (1994–2013)
- Scott Carlson - basse (2011–2013 ; en tournée - 1995)

### Anciens membres
- Adam Lehan - guitare (1989–1994)
- Mark Griffiths - basse (1989–1993)
- Ben Mochrie - batterie (1989-1991)
- Mike Smail - batterie (1991-1992)
- Mark Ramsey Wharton - batterie (1992–1994), clavier (1992)
- Leo Smee - basse (1994–2011)

### Membres de tournée
- Victor Griffin - guitare (1994)
- Joe Hasselvander - batterie (1994)
- Dave Hornyak - batterie (1995)
- Max Edwards - basse (2003–2004)

## Discographie

### Albums studio
- 1991 : Forest of Equilibrium
- 1993 : The Ethereal Mirror
- 1995 : The Carnival Bizarre
- 1996 : Supernatural Birth Machine
- 1998 : Caravan Beyond Redemption
- 2001 : Endtyme
- 2003 : The VIIth Coming
- 2005 : The Garden of Unearthly Delights
- 2010 : The Guessing Game
- 2013 : The Last Spire

### Autres
- In Memoriam (1990, EP)
- Soul Sacrifice (1992, EP)
- Twylight Songs (1993, EP)
- Statik Majik (1994, EP)
- Cosmic Requiem (1994, EP)
- Hopkins (The Witchfinder General) (1995, EP)
- In Memoriam (1999, Reissue, EP)
- Statik Majik/Soul Sacrifice (1999, Reissue, compilation)
- Gargoylian (2000, 7 inch)
- The Serpent's Gold (2004, compilation 2 CD)